# Гріот
Гріот (в українській і російській мовах, імовірно[джерело?], з англійської) — у народів Західної Африки представник окремої соціальної касти професійних співців, музик і казкарів, нерідко бродячих. 

## Походження термінагріот
Етимологія слова гріот, яке закріпилося для позначення цієї суспільної групи, остаточно не з'ясоване. Можливо, воно походить з французької транслітерації guiriot (гирьйо́т) португальського слова criado (крйа́ду), що означає «слуга, служник» і пояснюється функціями гріотів.

## Поняття і роль гріотів у суспільствах Західної Африки
У суспільствах низки народів Західної Африки гріоти (у волоф гевел, у тукулер гавло, джелі — дослівно "кров" у бамбара та малінке, гас(с)ір у сонінке і маабо у фульбе) були і лишаються певною кастою суспільства, що походила ще з доісламських часів. 

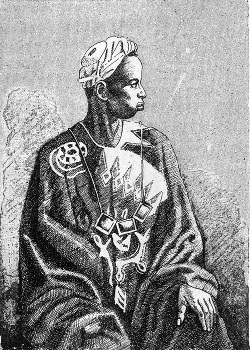
гевел волоф, Сенегал, 1890-і рр.

Гріоти – вузька ендогамна група. Гріотам раніше було не дозволено мати власності; їх справою було ходити від селища до селища, звеселяючи люд піснями та казками. Під час пісень та оповідок гріоти акомпонували собі грою на музичних інструментах. Типово гріотськими музичними інструментами вважаються Кора, лютня, кількість струн якої значно варіювалася, та маленькі барабани, які були прив'язані до зап'ястків гріота. Попри свій упосліджений стан у суспільстві, гріоти користалися з деяких привілеїв (повна воля в пересуванні, обов’язок селянина нагодувати й прихистити на ніч гріота) і були досить популярні в суспільстві. 
От як змальовує майстерність і вміння гріота Пол Олівер (Paul Oliver) у своїй книзі "Savannah Syncopators":
"...[гріот] не тільки мав знати багато традиційних пісень без похибки, він також повинен був володіти здатністю екстраполювати їх на сучасні події, випадкові збіги та ситуації, що його оточували. Його мудрість була вражаючою, а знання місцевої історії чудове".
І справді, гріоти не лише оповідали про старовину, у їх обов'язки входило повідомлення новин, а нерідко чуток і пліток. Адже за відносної ізольованості сільських громад саме гріоти часто являли собою зв'язок громади із зовнішнім світом.

## Походження та історія гріотів
Достеменно не відомі причини походження касти гріотів у західно-африканських суспільствах. Проте деякі відомості і народна усна традицію дають право зробити логічне припущення, що ця соціальна група походить з рабів. Нижче наводиться переказ народу фульбе Як у фульбе з'явилися маабо, що може слугувати додатковим підтвердженням цієї теорії:
У країні фульбе жили два брати, що постійно сперечалися, хто з них старший. Якось корова з їх господарства загубилася, і батько послав братів знайти корову, сказавши, що той, хто знайде корову, і буде старшим братом. Дорогою назад один з братів дуже захотів їсти і трохи не вмер від голоду. Тоді другий брат таємно відрізав від себе шмат м'яса й нагодував ним брата, щоб врятувати йому життя. Коли про братів вчинок дізнався той, хто потерпав від голоду, то проголосив: „Віднині я твій слуга – я поневірятимусь світом, прославляючи твої чесноти: я стану маабо”. Відтоді серед фульбе з’явилися маабо.

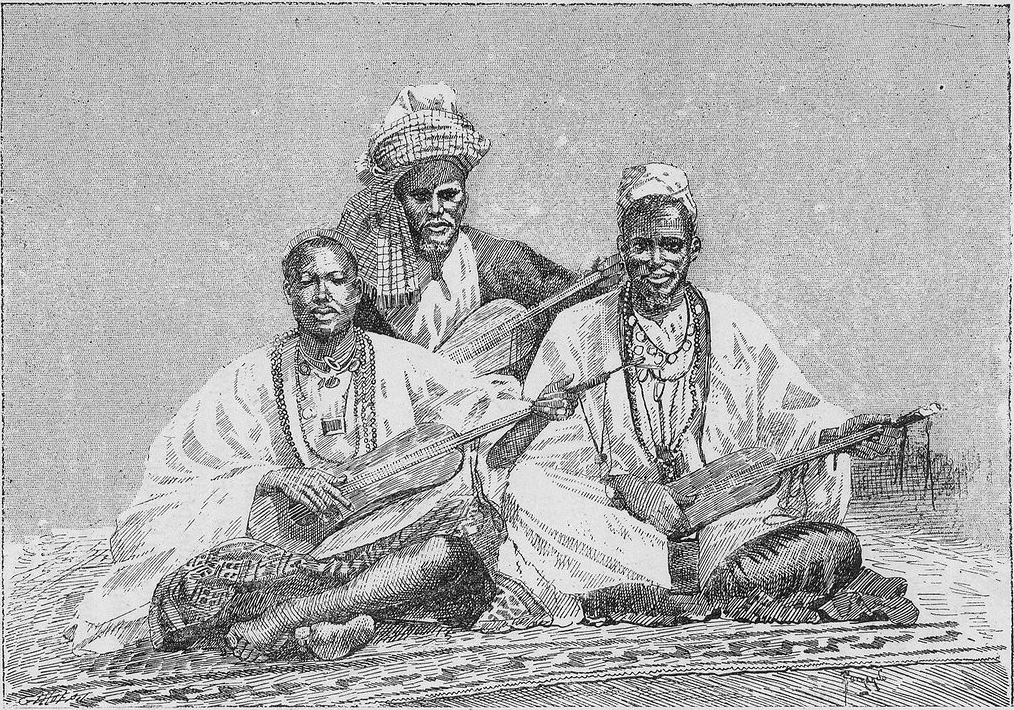
Гріоти короля фульбе, Малі, 1890 рік

 Чи не перша історична згадка про гріотів – у епосі мандінґо Сунд'ята, яка оповідає про життя і подвиги мандінґського правителя середньовічної держави Малі Сунд'яту Кейта (1230-1250 або 1255 роки) і датується XIV-XVI століттями. У епосі є місце, де правитель Конате́ - батько Сунд'яти дарує сину гріота Балла Фасеке́ (Balla Fasséké) у радники і помічники в управлінні королівством. Саме Фасеке́ вважається засновником одного з найвпливовіших родів гріотів, чиї нащадки живуть і нині. Взагалі практика мати гріотів при дворі правителів за Середньовіччя у Західній Африці була загальнопоширеною. У пізніші часи (ймовірно з XVII-XVIII століть) практично кожне селище мало свого власного гріота.

Цікаво, що навіть ісламізація народів регіону, не вплинула на касту гріотів. А народна вигадка по-новому „пояснила” походження цієї соціальної групи. Отже, згідно з відносно недавньою версією фульбе: „Суракута (батько всіх гріотів) був проклятий пророком Мухаммедом за поранення пророка і за те, що напився його крові”. (переказ С. Камара, S. Camara). Однак цей переказ виглядає лише спробою встановити кастову систему народів Західної Африки як догму ісламу, узаконивши її, хоча будь-яка класова нерівність не властива ісламу як такому.

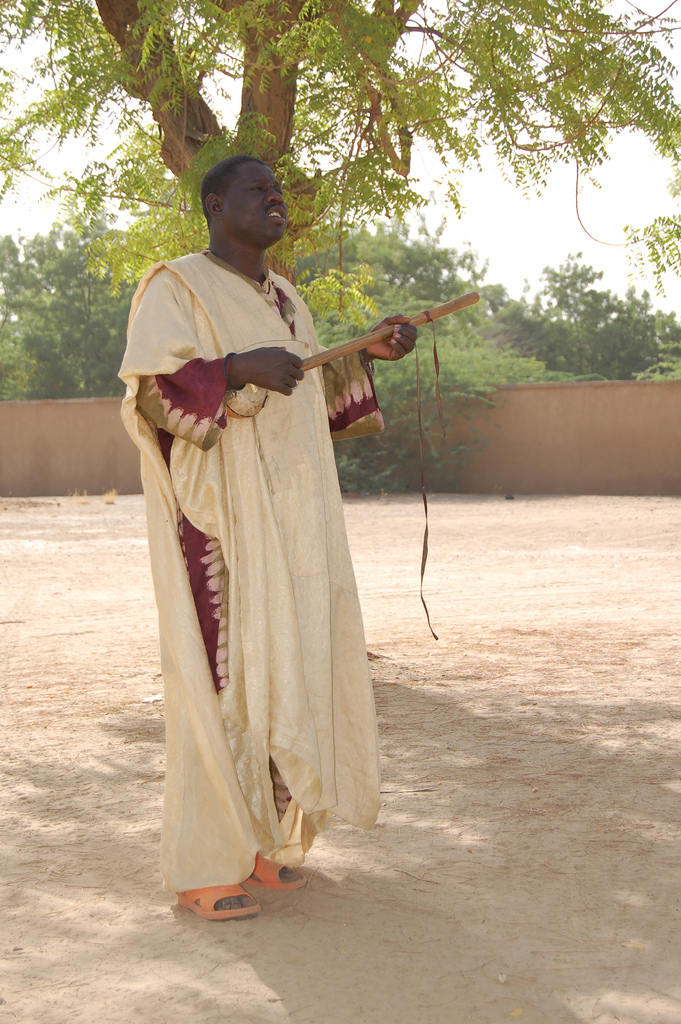
Сучасний гріот, Ніґер

## Гріоти за сучасності
Сьогодні нащадки гріотів живуть у багатьх країнах Західної Африки – Малі, Гамбії, Гвінеї, Сенегалі, Мавританії, Ніґері, Нігерії тощо. Гріоти - представники багатьох народів манде (бамбара, малінке); є також серед фульбе, хауса,  тукулер, волоф, серер, сонінке, мавританських арабів тощо.  
Бакарі Сумано (Bakari Sumano, 1935-2003), голова Асоціації гріотів Бамако the Association of Bamako Griots (1994-2003) – найвідоміший з "адвокатів" важливості і непересічного значення західно-африканських гріотів, популяризатор їхньої творчості.
Зараз у західно-африканських державах діють багато фольклорних музичних колективів, що популяризують творчість гріотів. Про гріотів пишуть письменники, знімають кінострічки. З'явилось навіть поняття гріотизм щодо цілого пласту культури народів Західної Африки.